# Versioni della Bibbia

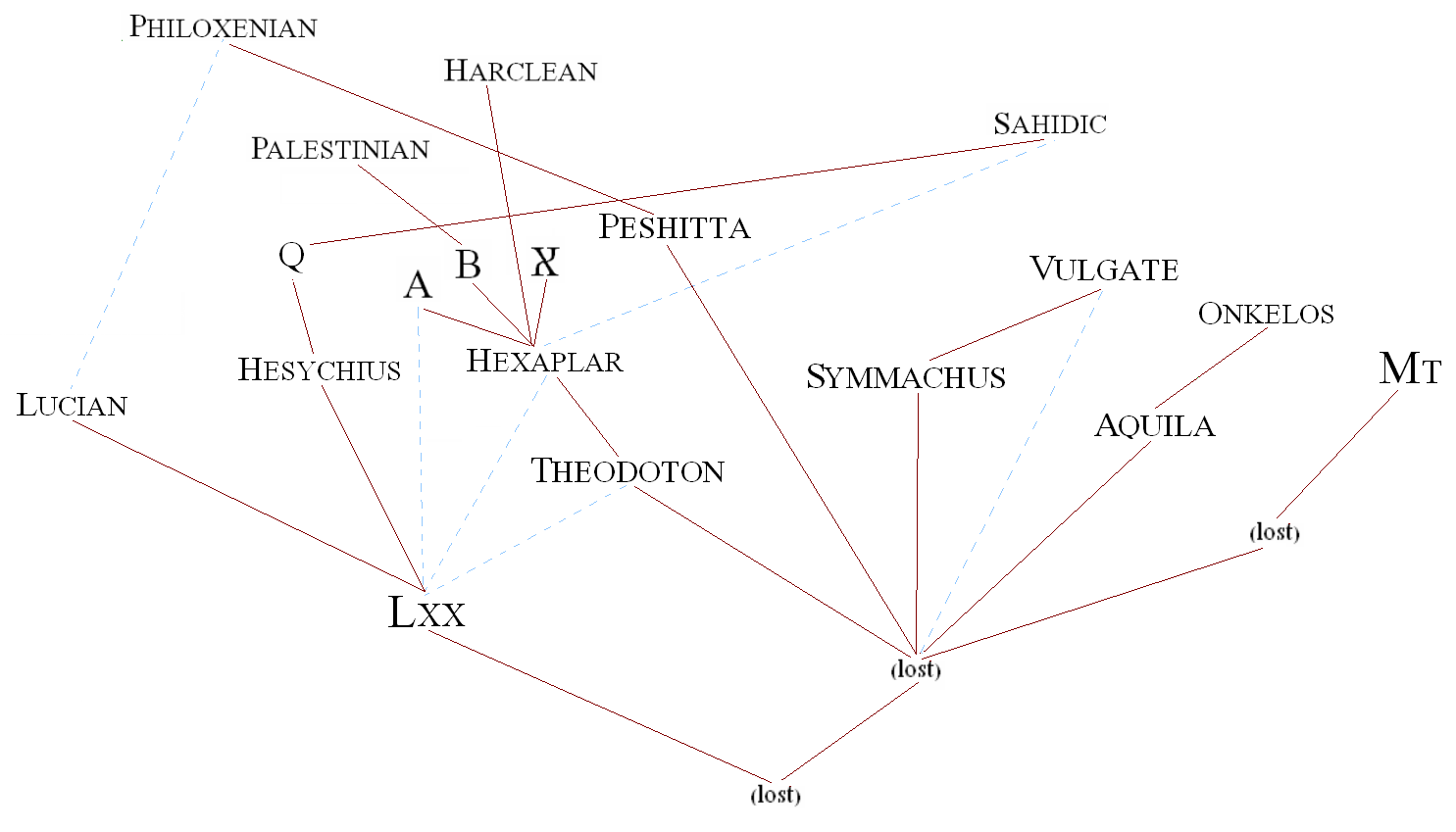
Le relazioni tra i vari manoscritti antichi del Vecchio Testamento, secondo l'Encyclopaedia Biblica.
Le linee azzurre tratteggiate indicano i testi che sono stati utilizzati per correggere la fonte principale.
Le lettere isolate sono le sigle standard che designano i manoscritti particolarmente significativi:
א = Codex Sinaiticus
A = Codex Alexandrinus
B = Codex Vaticanus
Q = Codex Marchalianus
Inoltre, le abbreviazioni standard:
MT = Testo masoretico
LXX = Septuaginta - in questo diagramma indica la più antica versione greca conservata nei codici o ricostruita dai filologi (da distinguersi dalle versioni di Luciano, Esichio, dalla Esaplare).

Le traduzioni o versioni della Bibbia possono essere suddivise in due categorie: quelle antiche, importanti soprattutto per la critica testuale, e quelle moderne, che spesso hanno avuto un influsso considerevole nella letteratura e nella lingua in cui furono tradotte.

## Versioni antiche
Sigle: BE = Bibbia Ebraica; DC = Libri deuterocanonici; NT = Nuovo Testamento; NCHB2 = The New Cambridge History of the Bible, Cambridge University Press, 2013, Volume 2.

### Versione samaritana
- Pentateuco samaritano (Torah) e Libro di Giosuè. Fissato nel IV secolo a.C., non si tratta propriamente di una traduzione, essendo scritto anch'esso in ebraico, ma differisce notevolmente dal testo masoretico canonico.

### Aramaico
Versioni della Bibbia in aramaico:
- Targum Onqelos al Pentateuco (BE)
- Targum Yonatan ben Uziel ai Profeti
- Targum Pseudo-Yonatan al Pentateuco

### Siriaco
Versioni della Bibbia in siriaco:
- Vecchia siriaca (Vetus Syra)
- Peshitta (BE+DC+NT)
- Siro-palestinese
- Filosseniana
- Harclense
- Diatessaron

### Copto
- Versioni copte della Bibbia

### Greco
- Versione dei Settanta (o Septuaginta, o LXX) (BE+DC).[3] È l'antica versione greca, scritta ad Alessandria d'Egitto ed usata dagli ebrei di lingua greca.
- Aquila di Sinope
- Teodozione
- Simmaco l'Ebionita

### Latino
- Vetus latina (BE+DC+NT).[4] La più antica versione della Bibbia in latino è detta Vetus latina ed è la traduzione della versione dei Settanta, il traduttore non è noto ma si ipotizza che non sia opera di una sola persona e che sia stata scritta in diversi periodi di tempo.
- Vulgata (BE+DC+NT). San Girolamo fece una traduzione in latino, detta Vulgata a partire da testi in lingua ebraica, in quanto aveva dei dubbi sulla versione dei Settanta, comunque per volere della Chiesa del tempo inserì anche i testi deuterocanonici, mantenendo per questi la versione della Vetus latina. La Vulgata è stata utilizzata per secoli nella liturgia, ma oggi è stata sostituita dalla Nova Vulgata, che tiene conto degli studi recenti.

### Altre lingue
Lo studio principale è Bruce M. Metzger, The Early Versions of the New Testament. Their Origin, Transmission and Limitations, (tra parentesi il riferimento ai capitoli).
- Armena[5]
- Georgiana[6]
- Etiopica[7]
- Araba[8]
- Nubiana[9]
- Persiana[10]
- Sogdiana[11]
- Caucasica Albanese[12]
- Gotica di Wulfila[13]
- Paleoslava di Cirillo e Metodio[14]

## Versioni moderne
La prima versione completa della Bibbia in una lingua moderna sembra essere quella pubblicata in italiano nel 1471 da Nicolò Malermi, dopo che, nel periodo dal XIII al XV secolo, si è assistito, sempre in Italia, alla produzione di parziali traduzioni in volgare del testo biblico
Attualmente, secondo dati del 2009 forniti dall'Alleanza Biblica Universale la Bibbia è stata tradotta per intero o parzialmente in 2.508 lingue. Le lingue principali del mondo sono 3.000, ma se ne contano fino a 6.700. Sempre nel 2009 l'Alleanza Biblica Universale sta coordinando la traduzione in circa 500 lingue.
La Bibbia è stata tradotta in alfabeto Morse nel 2015 da Dorotea Assenova Trifonova. (SIAE 2020/01302).

### Italiano
Le traduzioni in italiano più antiche, manoscritte e parziali, risalgono al XIII secolo. Di seguito sono riportate solo alcune delle numerosissime edizioni a stampa.
- Bibbia Malermi (1471), a cura del monaco camaldolese Nicolò Malermi, tradotta dalla Vulgata. È la prima edizione a stampa in italiano.
- Bibbia di Giovanni Diodati (1607), realizzata sia sulla Vulgata sia sui testi ebraici. Questa traduzione e le successive edizioni (1641, 1712, 1744, 1819, 1821), sono il testo tradizionale del protestantesimo italiano e delle congregazioni italiane del primitivismo cristiano.
- Bibbia di Antonio Martini (1775-81), dalla Vulgata. È stata la traduzione in italiano più diffusa nella Chiesa cattolica italiana fino al XX secolo.
- Bibbia "Riveduta" del protestante Giovanni Luzzi (1921-30), riveduta sui testi critici ebraico e greco.

Tra le traduzioni recenti, realizzate quasi sempre sui testi originali adottando il metodo della critica testuale, quelle attualmente più diffuse e usate sono:
- Bibbia CEI (Editio princeps 1971, editio minor 1974, revisione NT 1997, Nuova Bibbia CEI 2008): usata nella liturgia cattolica della messa in Italiano, mentre nella messa in latino il testo liturgico è la Nova Vulgata.
- Nuovissima versione della Bibbia, Edizioni Paoline, curata da un gruppo di biblisti (1967-1980).
- Bibbia TILC (Traduzione Interconfessionale in Lingua Corrente 1985, con revisione NT 2000), frutto di un lavoro di collaborazione interconfessionale tra cattolici e protestanti.
- Bibbia di Gerusalemme. 1986 (Riporta il testo della Bibbia CEI 1971 e solo le note della celebre versione francese).
- Bibbia TOB. (1992 Elledici) testo CEI 1971 e note dalla bibbia francese "Traduction Oecuménique de la Bible" (1987) scritta puntando all'esegesi.
- I libri di Dio, Oscar Mondadori, 2000, 6 voll. È opera di un gruppo di giovani docenti e ricercatori di varie università pontificie.
- La Sacra Bibbia Nuova Riveduta, la nuova traduzione in lingua contemporanea (edita dalla Società Biblica di Ginevra) della "Riveduta" del teologo svizzero Giovanni Luzzi, sui testi critici in ebraico e greco. Questa è la traduzione italiana d'adozione in molte delle Chiese Protestanti e delle molteplici comunità locali del primitivismo cristiano congregate nella Chiesa di Cristo.
- Bibbia TINTI (Traduzione INTerlineare Italiana). A cura di Roberto Reggi per i tipi delle EDB. Tra il 2001 e il 2014 sono stati pubblicati 30 singoli volumetti dell'intero testo biblico. Tra il 2011 e il 2014 sono state pubblicate 5 raccolte: Pentateuco, Profeti, Storici, Sapienziali, Vangeli e Atti. Tra il 2015-2016 nella collana "Doppio verso" delle EDB sono stati pubblicati alcuni dei principali libri biblici con, da un verso, il testo della Bibbia CEI 2008 corredato degli apparati della Bibbia di Gerusalemme (introduzione, note titoli), mentre le pagine nel verso contrario contengono il testo originale del libro (ebraico o greco) con la traduzione interlineare.
- Bibbia quadriforme. Ampliamento della Bibbia TINTI, a cura di Roberto Reggi et al. per i tipi delle EDB (2015-2019), in 19 volumi contiene in doppia facciata l'intero testo ebraico vetero-testamentario con testo Masoretico ebraico e traduzione interlineare; traduzione italiana CEI 2008; testo greco della LXX con interlineare; versione latina della Nova Vulgata.
- Traduzione del Nuovo Mondo delle Sacre Scritture 1967 (tradotta dalla versione inglese che per il testo greco si basa su Westcott e Hort, The New Testament in the Original Greek (1870) e per quello ebraico su Rudolph Kittel, Biblia Hebraica (1906), riveduta nel 1987 e nel 2013. Versione dei testimoni di Geova. L'edizione riveduta del 2013 delle Scritture Ebraiche tiene conto di edizioni aggiornate del testo ebraico quali la Biblia Hebraica Stuttgartensia e la Biblia Hebraica Quinta, mentre per le Scritture Greche Cristiane sono state consultate le edizioni critiche aggiornate di Nestle e Aland e dell'Alleanza Biblica Universale.
- Bibbia Ebraica Interlineare. Finora pubblicati Esodo, Deuteronomio, Levitico, Numeri, Genesi. A cura di Piergiorgio Beretta. San Paolo, 2001-2006.
- La Sacra Bibbia, edita da Marietti tra il 1947 e il 1960, coordinata da Salvatore Garofalo, professore di Sacra Scrittura presso la Pontificia Università Urbaniana di Roma. Tra gli studiosi è solitamente indicata con la dicitura Bibbia Garofalo. È corredata con amplissime note storico-esegetiche.

### Inglese
Sono circa 450 le edizioni parziali o complete dei libri biblici anteriori all'invenzione della stampa. Tutte queste traduzioni, così libere da sfociare spesso nella parafrasi, si basavano sul testo latino della Vulgata.
- John Wyclif (1320-1384) è l'autore della principale tra le versioni medievali. Terminò poco prima della sua morte di tradurre l'intera Bibbia in inglese medievale dalla Vulgata.

Tra le moltissime edizioni a stampa in lingua inglese:
- il francescano di Oxford William Tyndale realizzò la prima traduzione integrale del NT tra 1525-34. Si basa sui testi originali, introvabili a quel tempo in Inghilterra, per cui dovette trasferirsi ad Amburgo.
- Thomas Matthew, pseudonimo di John Rogers, produsse nel 1537 una traduzione integrale a partire dalla Tyndale.
- La Grande Bibbia, così detta per via dell'ampio formato, venne realizzata tra il 1535 e 1538. Fu realizzata da Myles Coverdale, sulla base della Vulgata, della Tyndale, Erasmo e del confronto con versioni latine e tedesche.
- La Bibbia di Ginevra (1557-1560), fu prodotta da inglesi protestanti fuoriusciti al tempo del regno della cattolica regina Maria Tudor (1553-58).
- La Bibbia di Douai-Rheims (1582 NT, 1609 intera Bibbia) è tuttora la Bibbia cattolica ufficiale di lingua inglese. Fu realizzata da ecclesiastici inglesi cattolici presso l'università francese di Douai, in seguito trasferitisi a Reims, sotto la supervisione di Gregory Martin e William Allen.
- La Bibbia di Re Giacomo (King James Version, KJV) è la bibbia inglese per eccellenza. Fu commissionata dal re Giacomo I (regno 1603-25), opera di 45 studiosi di Oxford, Cambridge e Westminster. Pubblicata nel 1611, rappresenta la versione ufficiale (o autorizzata) della Chiesa anglicana. Fu realizzata a partire dai testi originali, con uno sguardo alla Tyndale. Al pari della versione di Lutero per il tedesco, ha avuto un impatto notevole sull'intera lingua e letteratura inglese.
- L'American Standard Version (ASV, Versione Ufficiale Americana), 1901 (1946, 1957), rappresenta uno spartiacque nelle traduzioni bibliche, scostandosi nettamente dallo stile arcaico e ieratico della KJV, ancora molto letteralmente legato ai termini dei testi originali. Al pari della KJV, anche l'ASV ha subito numerose revisioni.
- La New International Version (1978, 2005) rappresenta l'edizione più venduta nel XX sec.
- La Bible in Basic English del 1949, col suo vocabolario semplificato, si rivolge all'ampia fetta di mercato rappresentata dagli anglofoni non inglesi.

### Francese
- La traduzione francese più antica e ampia, seppure incompleta, è quella realizzata da Jean le Bon (il buono), dell'università di Parigi tra il 1226-1250. Si basa sulla Vulgata latina.
- Nel 1377 il teologo Raoul de Preslés dedicò una traduzione al re Carlo V. Anch'essa si basava sulla Vulgata.
- Jacques Lefèvre d'Étaples realizzò la prima edizione a stampa pubblicata ad Anversa (1523-8). L'Antico Testamento si basava sulla Vulgata, mentre per il Nuovo Testamento alla base offerta dalla stessa Vulgata si affiancava il confronto con i testimoni greci.
- Il riformato calvinista Pierre Robert, detto Olivetano, pubblicò nel 1535 fu la prima traduzione francese completamente svincolata dalla Vulgata, basato dunque direttamente sui manoscritti ebraico-aramaici e greci. Presenta una prefazione latina di Giovanni Calvino.
- Nel 1550 Nicholas de Leuze e François de Larben pubblicarono a Lovanio una traduzione basata sulla Olivétan e confrontata con quella di Jacques Lefèvre d'Étaples. Rappresentò per secoli la versione di riferimento per i cattolici francesi.
- La traduzione giansenista di Port-Royal fu realizzata tra il 1657-96 sotto la direzione di Louis Isaac Lemaistre, con la collaborazione tra gli altri di Blaise Pascal.
- La traduzione di Louis Segond (1871 AT, 1880 NT) è tuttora fondamentale in ambito protestante. È realizzata parola per parola. Venne revisionata nel 1910 e 2001.
- La Bibbia di Gerusalemme (Bible de Jérusalem), realizzata tra il 1947-1955, pubblicata 1973, riveduta 1988, è opera dell'École biblique et archéologique française de Jérusalem.
- La Bibbia TOB (abbreviazione di Traduction Oecuménique de la Bible, ma anche buono in ebraico), pubblicata 1975-1976, è stata realizzata congiuntamente da esegeti cattolici e protestanti, avallata infine da studiosi ortodossi.

### Spagnolo
Numerose sono le versioni della Bibbia in lingua spagnola. Le principali:
- La Bibbia Alfonsina è la più antica versione in castigliano (lingua romanza della Castiglia, che sarebbe poi divenuta l'attuale spagnolo), realizzata negli anni 1270-84 sotto l'egida del re di Castiglia Alfonso X (regno 1252-84). Il lavoro è svolto con l'ausilio di diverse traduzioni parziali del XII-XIII sec., a partire dalla Vulgata ma con un occhio particolare ai testi ebraici, cosa facilitata dalla presenza nella penisola iberica di una florida comunità giudaica. (Esistono peraltro anche alcuni manoscritti contenenti traduzioni bibliche in castigliano anteriori alla versione di Alfonso X, in particolare i manoscritti I.i.6 e I.i.8 della biblioteca del monastero dell'Escorial, che contengono una traduzione dalla Vulgata realizzata intorno al 1250. Ancora precedente è la traduzione parziale dal testo ebraico contenuta nella Fazienda de Ultramar, composta intorno al 1200.)
- Nel primo terzo del XV secolo si realizzarono diverse versioni dal testo originale ebraico, ad opera di ebrei spagnoli e su commissione di nobili spagnoli. Di queste traduzioni, ben presto proibite dalla Chiesa cattolica e quindi decimate da roghi e campagne di distruzione, ci sono giunti una dozzina di manoscritti, consultabili a partire al 2009 in forma digitale all'indirizzo .
- La Bibbia di Ferrara, del 1553 (revisionata 1661), è la prima versione stampata in lingua castigliana. Si tratta di una traduzione a calco dell'Antico Testamento ebraico, curata da due ebrei espulsi dalla penisola iberica, lo spagnolo Jerónimo de Vargas o Yom Tob Atias e il portoghese Duarte Pinel o Abraham Usque.
- La Bibbia dell'Orso (Biblia del Oso) è la prima versione protestante. Fu curata da Casiodoro de Reina e pubblicata da Juan de Valdes a Basiela nel 1567-9. Fu poi revisionata da Cipriano de Valera nel 1602 (donde l'usuale denominazione Reina-Valera).

### Tedesco
- La Bibbia di Mentelin è la prima Bibbia stampata in tedesco ed è anche la prima Bibbia stampata in una lingua volgare. Fu pubblicata nel 1466 da Johannes Mentelin a Strasburgo. Tra tale data e il 1522 furono pubblicate 18 traduzioni complete della Bibbia nelle varie parlate tedesche, tutte realizzate a partire dalla Vulgata.
- La Bibbia di Lutero, nonostante non sia la prima traduzione tedesca, come da molti erroneamente ritenuto, è la versione tedesca per eccellenza, che ha avuto una notevole influenza sulla stessa lingua tedesca. Il riformatore terminò il NT nel 1522 e l'intero testo biblico nel 1534. Prima della sua morte nel 1546 il testo ebbe 10 edizioni, contenenti continue modifiche e perfezionamenti. Il lavoro fu realizzato a partire dai testi originali (NT di Erasmo) ma con l'ausilio della Vulgata, della quale mantenne l'ordine dei libri, ad eccezione del nuovo testamento, e della traduzione interlineare ebraico-latina di Pagninus. In alcuni punti tradusse il testo in linea con le proprie dottrine. In epoca contemporanea è stata revisionata nel 1986.
- La traduzione di John Dietenberger fu la versione di riferimento dei cattolici tedeschi nell'epoca della Riforma, versione, del 1534.
- Lo scontento mostrato da diverse comunità giudaiche verso versioni in yiddish fu la motivazione principale che mosse la traduzione della Torah di Moses Mendelssohn (Amsterdam 1778). Il testo è scritto in tedesco 'alto' (mitteleuropeo, differenziato da quello ‘basso’ della Germania settentrionale), ad uso delle comunità yiddish.
- La cattolica Einheitsübersetzung (= unificata), fu realizzata tra il 1962-80.

### Altre lingue
Secondo dati del 2004 forniti dall'Alleanza Biblica Universale la Bibbia è stata tradotta per intero o parzialmente in 2.355 lingue. Le lingue principali del mondo sono 3.000, ma se ne contano fino a 6.700. Sempre nel 2004 l'Alleanza Biblica Universale sta coordinando la traduzione in circa 600 lingue.
- Afrikaans. La Bibbia fu tradotta in Afrikaans, lingua sudafricana derivante dall'olandese con molti prestiti di altre lingue, nel 1933 (rev. 1953) dalla Bybelgenootskap van Suid Afrika, la Società Biblica del Sudafrica.
- Azero. La prima traduzione in lingua azera di Mirza Farrukh e Feliks Zaręnba è stata il Vangelo di Matteo, pubblicato nel 1842 a Londra dalla Compagnia Missionaria di Basilea. L'intero Nuovo Testamento viene completamente tradotto e pubblicato nel 1878 a Londra ed il Vecchio Testamento nel 1891. Su richiesta dell'Istituto di Stoccolma per la Traduzione della Bibbia, Mirza Khazar traduce la bibbia - il Nuovo Testamento e il Vecchio Testamento - in lingua azera. Mirza Khazar inizia la traduzione dell'intera bibbia nel 1975 e termina nel 1984. Nel 1982 l'istituto per la Traduzione della Bibbia di Stoccolma, Svezia, rilascia la nuova traduzione di Mirza Khazar in lingua moderna azera del Nuovo Testamento, che è attualmente utilizzata in Azerbaigian.
- Catalano. Biblia Valenciana prima stampa in catalano, 1478. Edizioni cattoliche 1948, 1968, 1970; protestanti 1988, 2000; ecumeniche 1993.
- Ceco. La Bibbia di Dresda, prima traduzione manoscritta in ceco, risale al 1360, dalla Vulgata. La prima stampa del NT è del 1487 (Dlabač), dell'intera Bibbia del 1488 (Bibbia di Praga). Entrambe dalla Vulgata. Altre versioni 1489 (Kutná Hora); 1579-93 (Kralice); 1613.
- Cinese. Traduzioni nel 1822, 1823-24, 1904-19, 1935-68 (curata dal missionario Gabriele Allegra, dai testi originali), 1970, 1974, 1979, 1993, 2001, 2003. Nel 1919 fu realizzata la prima traduzione in cinese moderno ad opera dei protestanti[16]
- Coreano. Edizioni cattoliche 2005; protestanti 1961, 2005; ecumeniche 1977, 1999.
- Croato. Traduzione manoscritta del gesuita Kasić nel 1622-37, pubblicata 2000. 1831 Petar Katančić; 1968 Bibbia Zagreb, parzialmente basata sulla Bibbia di Gerusalemme.
- Croato del Burgenland. 1816 Matijaš Laáb: Nuovo Testamento (manoscritta); 1952 Martin Meršić-Ivan Jakšić pubblicata Nuovo Testamento; 1979 Salmi.
- Caicavo. Ivan Rupert Gusić, Ivan Nepomuk Labaš, Ignac Kristijanović, Vid Balog
- Esperanto. La prima traduzione dell'AT venne realizzata dallo stesso ideatore dell'idioma artificiale, l'ebreo polacco L.L. Zamenhof. Il NT fu pubblicato nel 1910. La Londona Biblio del 1926 (2003) raccoglie l'intero testo biblico.
- Finlandese. Risale a Mikael Agricola il Se Wsi Testamenti Somexi, NT in finlandese, tradotto dall'originale greco, del 1548. Rappresenta un'opera fondamentale per la letteratura finnica. La stampa dell'intero testo biblico risale al 1642 (Biblia, Se on: Coco Pyhä Ramattu Suomexi, detta Vanha kirkkoraamattu, Bibbia della vecchia Chiesa), revisione 1683-85 (Florinus). Altre versioni 1776 (1859), 1938 molto letterale; 1938 dei Testimoni di Geova; 1992 ecumenica.
- Greco moderno. 1901 di Alexandros Psallis.
- Irlandese. Il NT pubblicato nel 1602 è di Nicholas Walsh et al. L'AT fu pubblicato nel 1680.
- Islandese. Il NT venne pubblicato nel 1540 ad opera di Oddur Gottskálksson, nel 1588 fu pubblicato l'intero testo biblico ad opera di Guðbrandur Þorláksson. L'attuale versione ufficiale è del 1981.
- Klingon. La traduzione della Bibbia nella lingua artificiale dei ‘cattivi’ di Star Trek è in fase di lavorazione. Finora sono stati tradotti solo brani sparsi da trekkisti, soprattutto statunitensi, con molto tempo libero a disposizione.
- (Lingua friulana). La traduzione integrale della Bibbia è di Antonio Bellina e Francesco Placereani ed è stata pubblicata tra il 1984 e il 1993.
- Olandese. La prima versione olandese è la Statenvertaling (traduzione di stato), pubblicata nel 1637, direttamente dai testi originali. Fu soppiantata nel 1951 da una nuova versione curata dalla Società Biblica Olandese. Sono del 2004 la cattolica Willibrordvertaling e l'ecumenica Nieuwe Bijbelvertaling (nuova traduzione della Bibbia). È sempre del 2004 la Naarden, di Albert Koster, traduzione letterale dell'AT.
- Polacco. Traduzioni parziali dal XIV sec. Prima stampa del NT del 1551-2 a cura di Jan Sieklucki. Prima traduzione completa calvinista voluta dal principe Nicholas Radziwill, pubblicata a Brest nel 1563, dai testi originali e Vulgata. 1572, del sociniano Simon Budny. 1632, Bibbia di Danzica, ufficiale protestante. La Bibbia cattolica ufficiale fu tradotta dalla Vulgata a cura di Leopolita (Giovanni di Lemberg), 1561, 74, 77. La Bibbia Leopolita fu poi soppiantata dal Gesuita Jakub Wujek, 1599, sempre dalla Vulgata.
- Portoghese. Fondamentale la traduzione del protestante João Ferreira de Almeida (1628-91), dai testi originali e con uno sguardo alla Vulgata, NT 1681, AT incompleto alla morte. Revisione 1959. La tradizionale traduzione cattolica è quella di Pereira de Figueiredo (1784), dalla Vulgata. L'edizione Trinitaria del 1883 è propria degli avventisti. La Brasileira del 1917 è protestante. Altre traduzioni cattoliche: di Matos Soares 1933; di João Maredsous; 1968; 1967 Paoline.
- Rumeno. Traduzioni parziali a stampa risalgono a 1551 (Vangeli), 1561 (Vangeli), 1570 (Salmi), 1582 (Paolo). La Biblia de la Bucureşti del 1688 è la prima traduzione completa in lingua rumena, realizzata da Radu e Şerban Greceanu e altri. Le attuali traduzioni ufficiali sono l'ortodossa Biblia Sinodală (del Sinodo), e una traduzione protestante a cura di Dumitru Cornilescu, del 1928 (rev. 1989).
- Russo. Traduzioni parziali nel periodo della Rus' di Kiev. La Bibbia di Gennadio del 1499 è la prima traduzione integrale in antico slavo ecclesiastico. Realizzata dall'Arcivescovo di Novgorod Gennadio, si basa sulle esistenti traduzioni slave e sulla Vulgata latina per i testi mancanti. Fu la fonte principale della "Bibbia di Ostrog". Un'altra versione fu redatta nel 1876. Attualmente la materia è competenza della Società biblica russa.
- Serbo. La traduzione del NT è del 1830, a cura di Atanasije Stojković. L'AT fu completato nel 1865 da Đuro Daničić. Altre traduzioni: Lujo Bakotić 1933, intera Bibbia; Dimitrije Stefanović 1934, NT; Emilijan Čarnić 1973, NT; 1984 ecumenica; Aleksandar Birviš 1987, vangeli.
- Sloveno. Il protestante Jurij Dalmatin pubblicò la traduzione dell'intera Bibbia nel 1584.
- Svedese. Gustav Vasa curò una versione dedicata a Carlo XII; Normalupplagan; Helge Åkessons över-sättning; 1917; David Hedegårds, NT; Bo Giertz, NT; Svenska folkbibeln; Bibel 2000.
- Swahili. 1868 NT, 1890 intera Bibbia.
- Ungherese. Gli eretici Hussiti realizzarono una traduzione in ungherese nel 1436-39, della quale rimangono solo frammenti. La prima versione completa del NT è del 1541, a cura di János Sylvester. La Vizsolyi Biblia (1590, rev. 2003) del protestante Gáspár Károlyi è la prima edizione completa del testo biblico, tuttora usata come testo ufficiale dai protestanti magiari. In campo cattolico invece la versione ufficiale è quella di György Káldi (1626, rev. 1835, 1851, 1865, 1934, 1973, 1997).

## Questioni aperte
La traduzione della Bibbia presenta il problema fondamentale dell'assenza dei manoscritti originali e del fatto che le traduzioni debbano basarsi su copie di copie. Occorre, quindi, studiare criticamente tutte le copie disponibili per tentare di ricostruire il testo originario. Per il testo ebraico, inoltre, occorre valutare criticamente la scelta della vocalizzazione (totalmente assente dai testi biblici sino alla seconda metà del I millennio dopo Cristo), che può modificare totalmente il significato del lemma. La traduzione nelle lingue moderne si basa, perciò, anzitutto sui testi ottenuti da questa prima fase di ricerca filologica: la Biblia Hebraica Stuttgartensia per il testo ebraico e la Novum Testamentum Graece per quello greco del Nuovo Testamento. Un secondo problema riguarda il fatto che il greco e l'ebraico antichi sono lingue morte, non più comprensibili e comprese da greci e israeliti moderni che necessitano anch'essi di specifiche traduzioni della Sacra Scrittura. Vi sono perciò vocaboli che non compaiono in alcun altro testo coevo e il cui corretto significato è motivo di discussione fra gli studiosi.
Oltre alla comprensione, esiste una questione aperta inerente alla resa linguistica e alla perdita di informazione nella traduzione di elementi grammaticali e lessicali dall'ebraico, che vengono omessi nella lingua di destinazione, o al più annotati a piè di pagina. Ad esempio l'ebraico possiede quattro pronomi per la seconda persona (maschile, femminile, singolare, plurale), mentre l'inglese uno solo, fatto che rende difficoltosa la conservazione di queste differenze.
Il principale metodo dei traduttori consiste nella comparazione delle differenze testuali esistenti nei manoscritti a noi pervenuti, e delle traduzioni in molteplici lingue. Sebbene la Bibbia sia uno dei libri più letti e tradotti al mondo nel corso dei secoli, le conoscenze lessicali e la qualità potenziale delle traduzioni sono progredite soprattutto a seguito delle scoperte archeologiche di epigrafi, manoscritti e biblioteche dell'antichità, o più genericamente da una migliore conoscenza del contesto storico-culturale nel quale i testi vennero alla luce.
Una parte degli esegeti, che accetta la completa ispirazione divina della Bibbia, si scontra con la difficoltà di decifrare il significato spirituale o profetico dei versi, e di leggere la continuità, coerenza ed attualizzazione del Vecchio Testamento nel Nuovo.